# Max Morlock
Maximilian "Max" Morlock (11. maj 1925 – 10. september 1994) var en tysk fodboldspiller, der som angriber på det vesttyske landshold var med til at vinde guld ved VM i 1954 i Schweiz, efter den sensationelle 3-2 sejr i finalen over storfavoritterne fra Ungarn. Han spillede fem af tyskernes seks kampe i turneringen, og scorede det første tyske mål i finalen, reduceringen til 1-2. I alt nåede han, mellem 1950 og 1958 at spille 26 landkampe og score 21 mål.
Morlock spillede på klubplan hele sin karriere, strækkende sig over 25 år, hos FC Nürnberg i sin fødeby. Han blev tysk mester med klubben i både 1948 og 1961, og var også med til at vinde DFB-Pokalen i 1962. I 1961 blev han kåret som Årets fodboldspiller i Tyskland.